# Мохи
Мохи — деревня в Рославльском районе Смоленской области России. Входит в состав Хорошовского сельского поселения. По состоянию на 2007 год постоянного населения не имеет. 
Расположена в южной части области в 16 км к северо-западу от Рославля, в 12 км западнее автодороги А141 Орёл — Витебск, на берегу реки Остёр. В 13 км юго-восточнее деревни расположена железнодорожная станция Остёр на линии Смоленск — Рославль. 

## История
В годы Великой Отечественной войны деревня была оккупирована гитлеровскими войсками в августе 1941 года, освобождена в сентябре 1943 года.